# Rajsko Praskalo
Der Wasserfall Rajsko praskalo (bulgarisch Райско пръскало/Rajsko praskalo, dt. etwa „Sprinkler aus dem Paradies“) ist der höchste ganzjährig fließende Wasserfall in Bulgarien und auf der Balkanhalbinsel. Er hat eine Fallhöhe von 124,5 m. Der Wasserfall Wratschanska skaklja im Landschaftsschutzgebiet Wratschanski Balkan hat eine um 20 Meter größere Fallhöhe, versiegt aber bei Dürre.
Der Wasserfall befindet sich am Südhang des höchsten Gipfels des Balkangebirges, des Botew, in den Grenzen des Nationalparks Zentralbalkan. Er wurde im Jahr 1965 zum Naturdenkmal erklärt.
Ausgangspunkt zum Wasserfall ist die Stadt Kalofer, die Wanderung dauert etwa vier Stunden. Der kleine Fluss Praskalska fließt in südlicher Richtung zum Tal und formt den Wasserfall in der Gegend Rajski skali – eine etwa 100 bis 300 Meter hohe Felsformation am Südhang des Gipfels Botew. Die Felsen um den Wasserfall sind ein bei Alpinisten beliebtes Klettergebiet. Dort sind zahlreiche Kletterrouten mit einem Schwierigkeitsgrad bis Kategorie VI auf der UIAA-Skala trassiert.

## Galerie

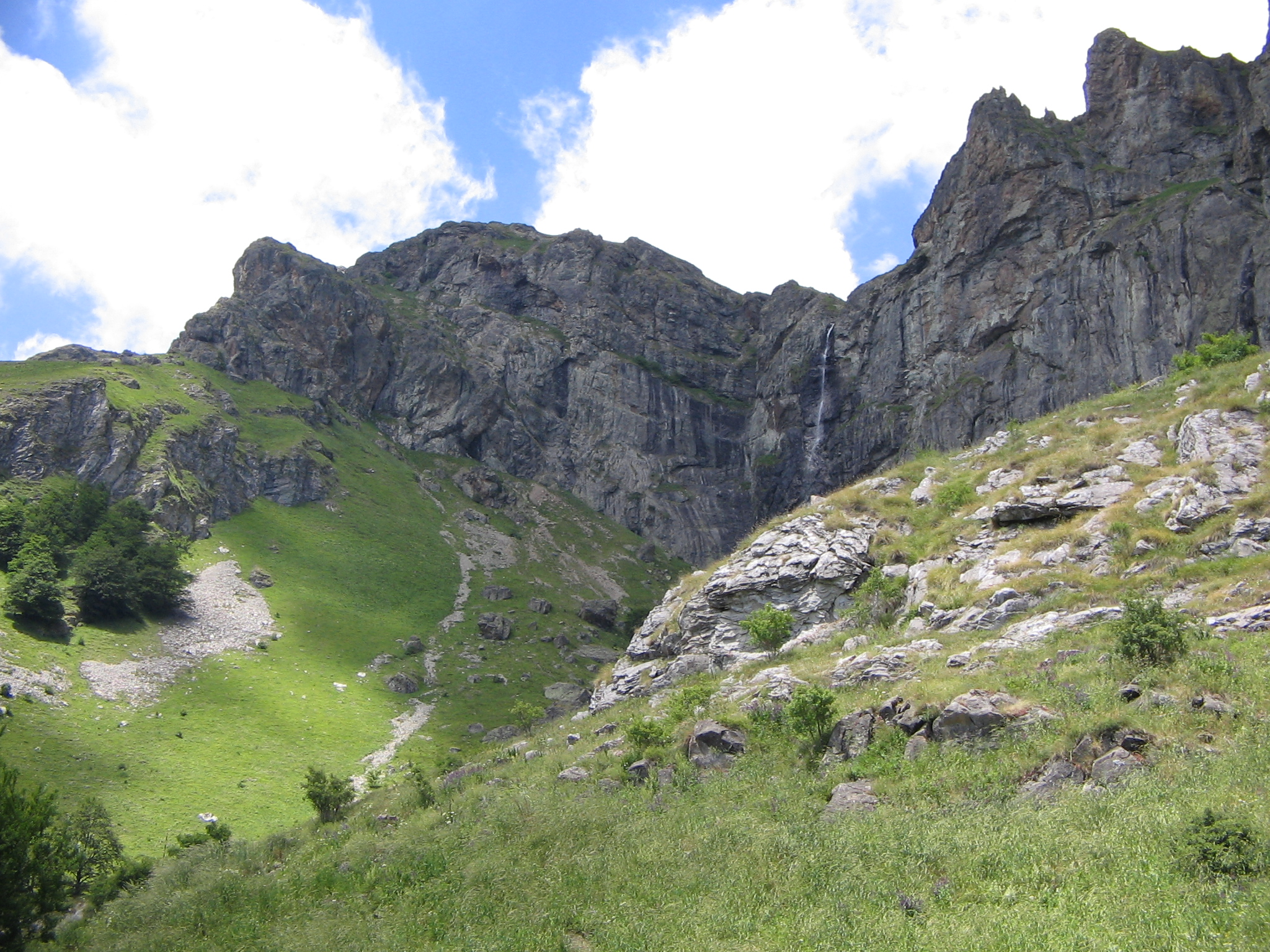
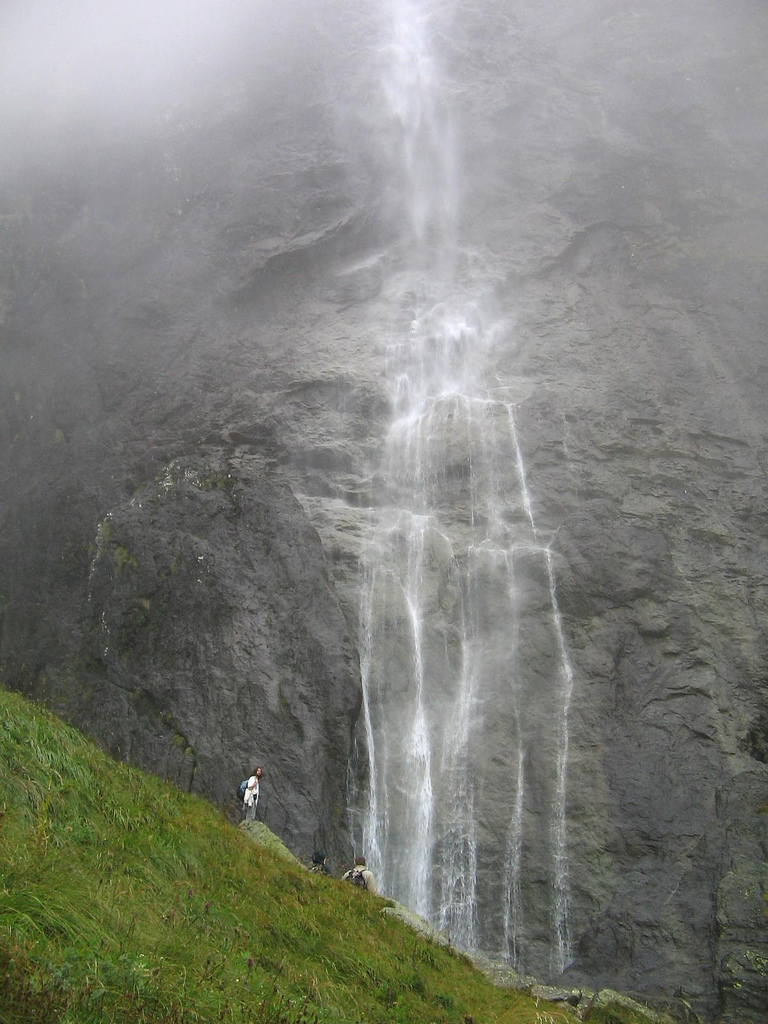
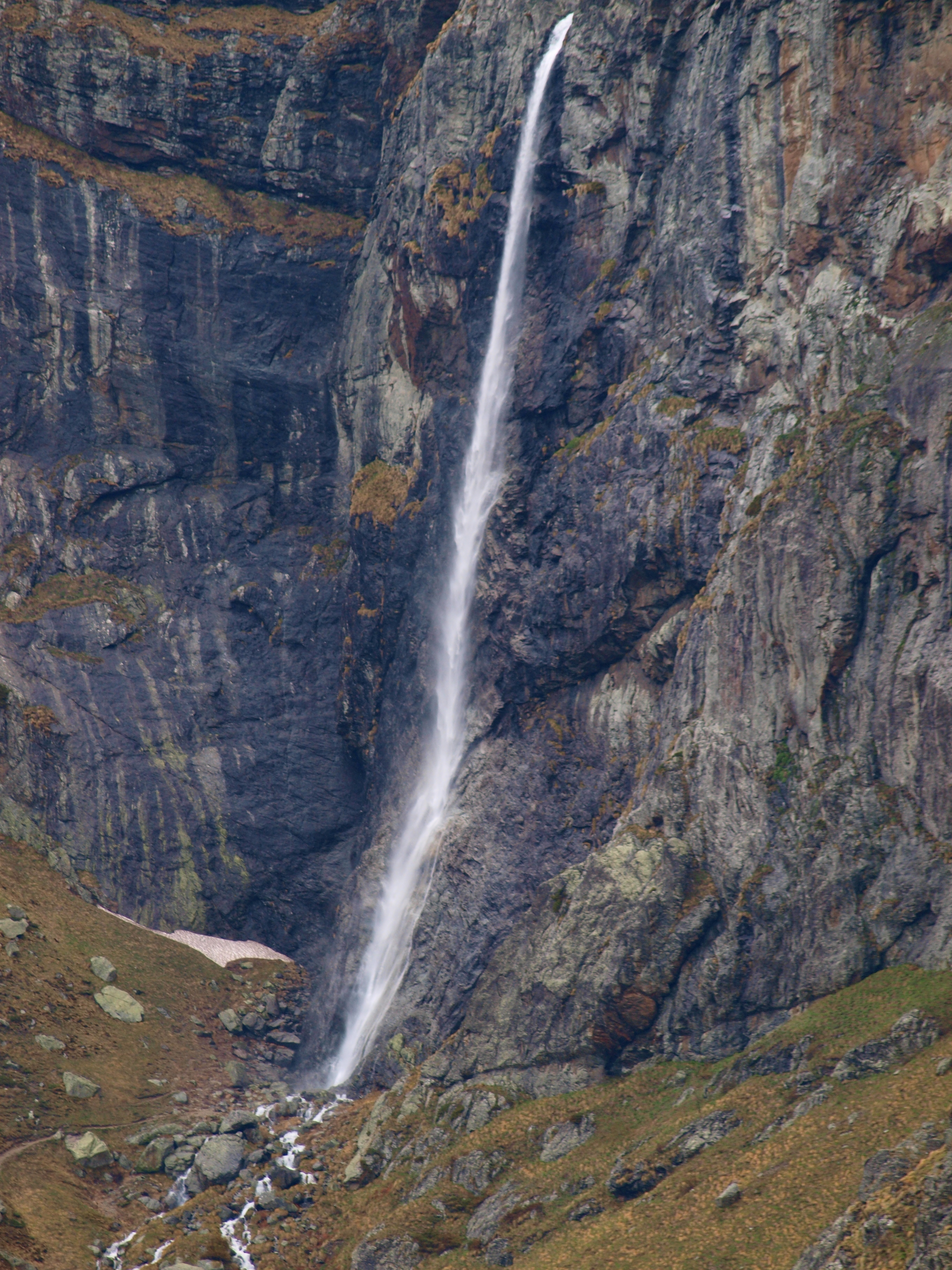
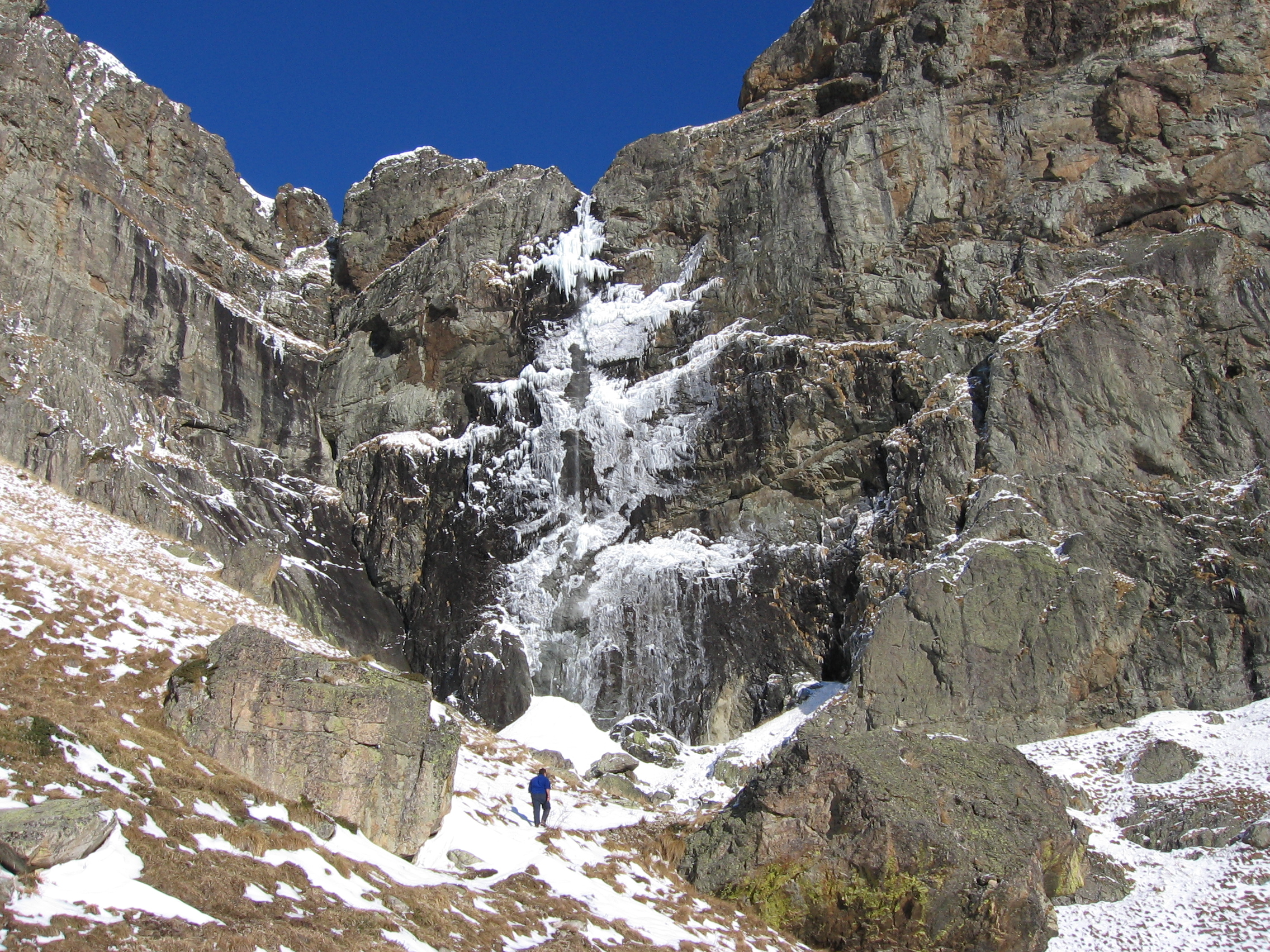
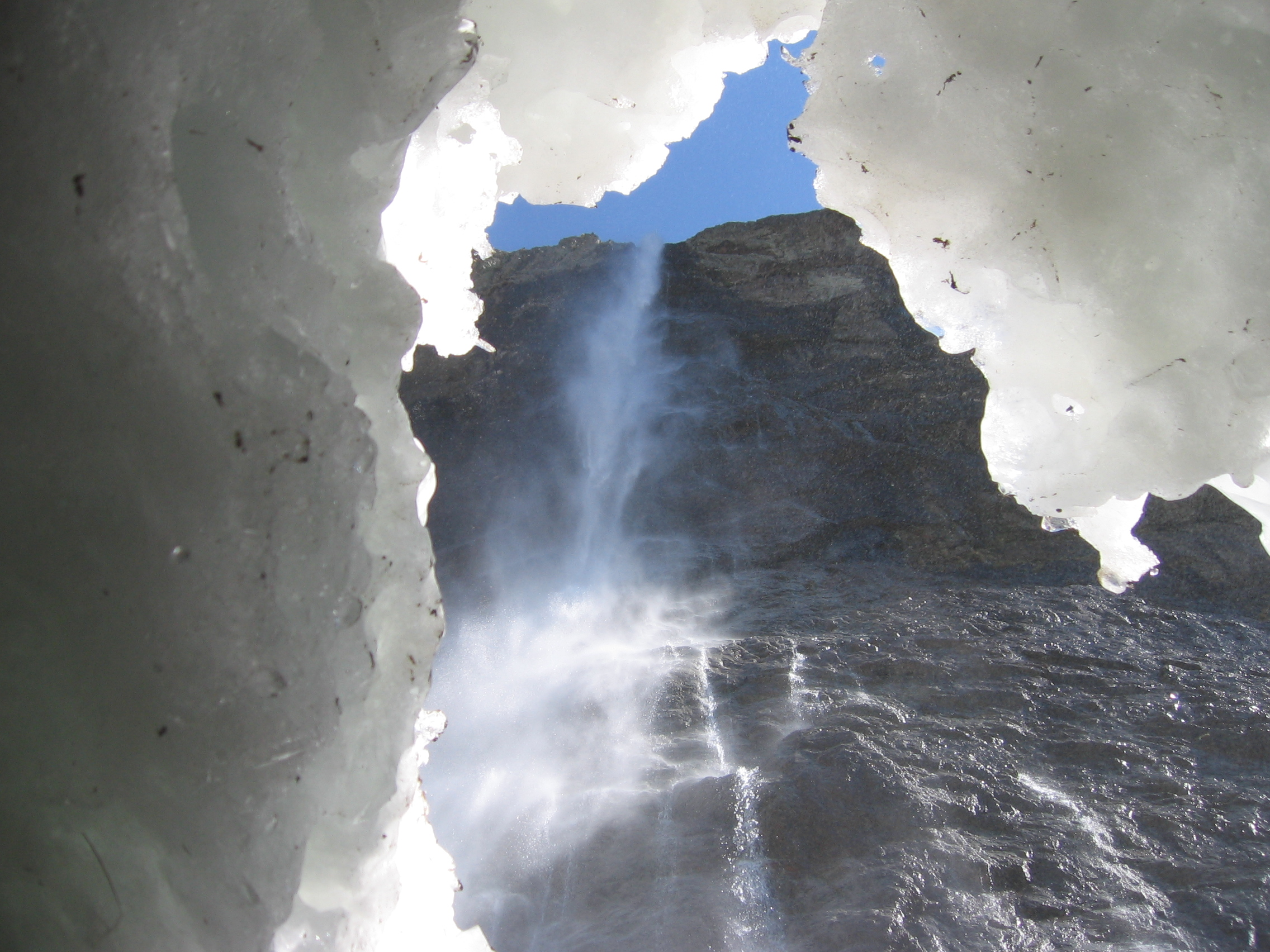
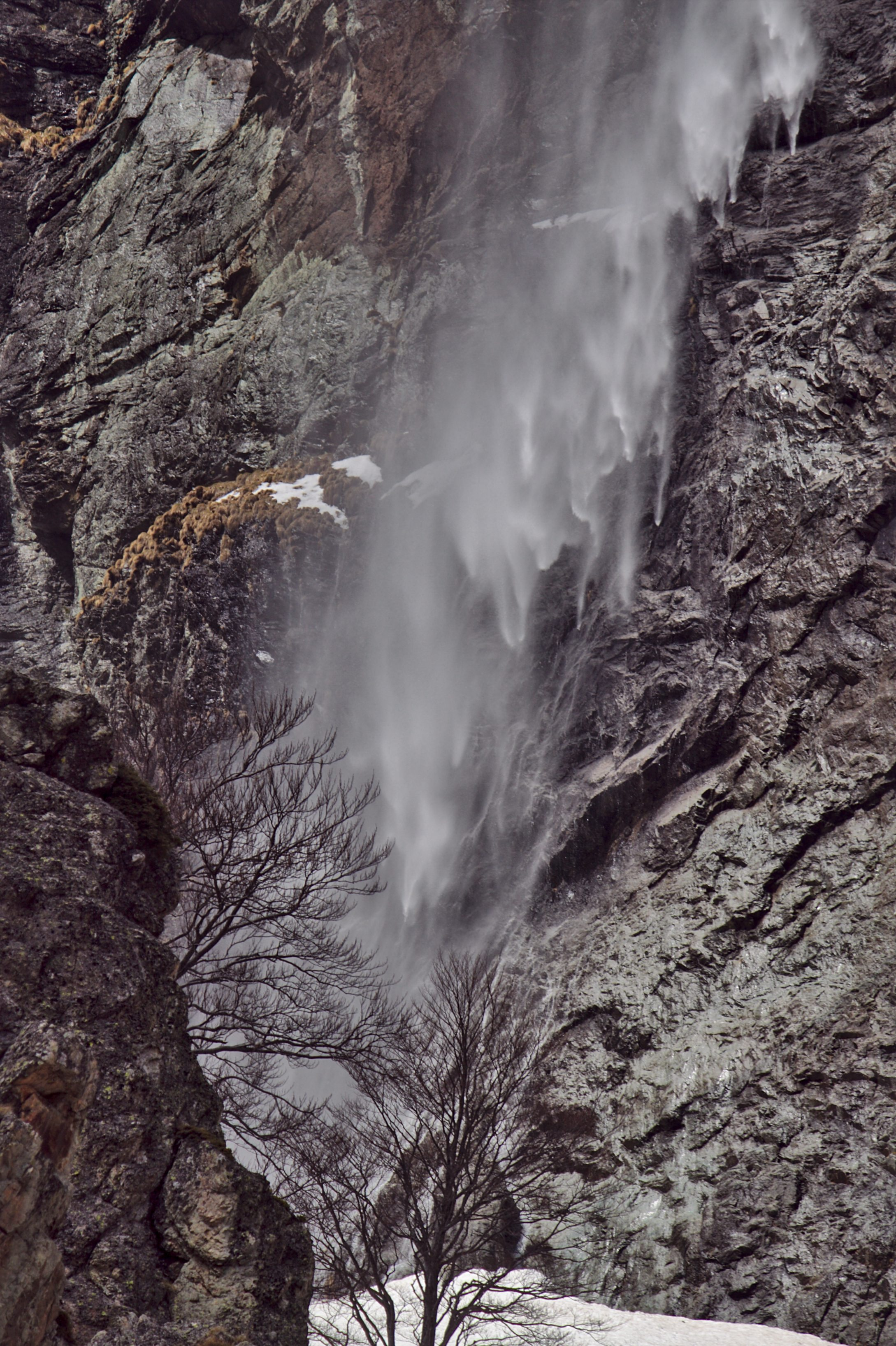
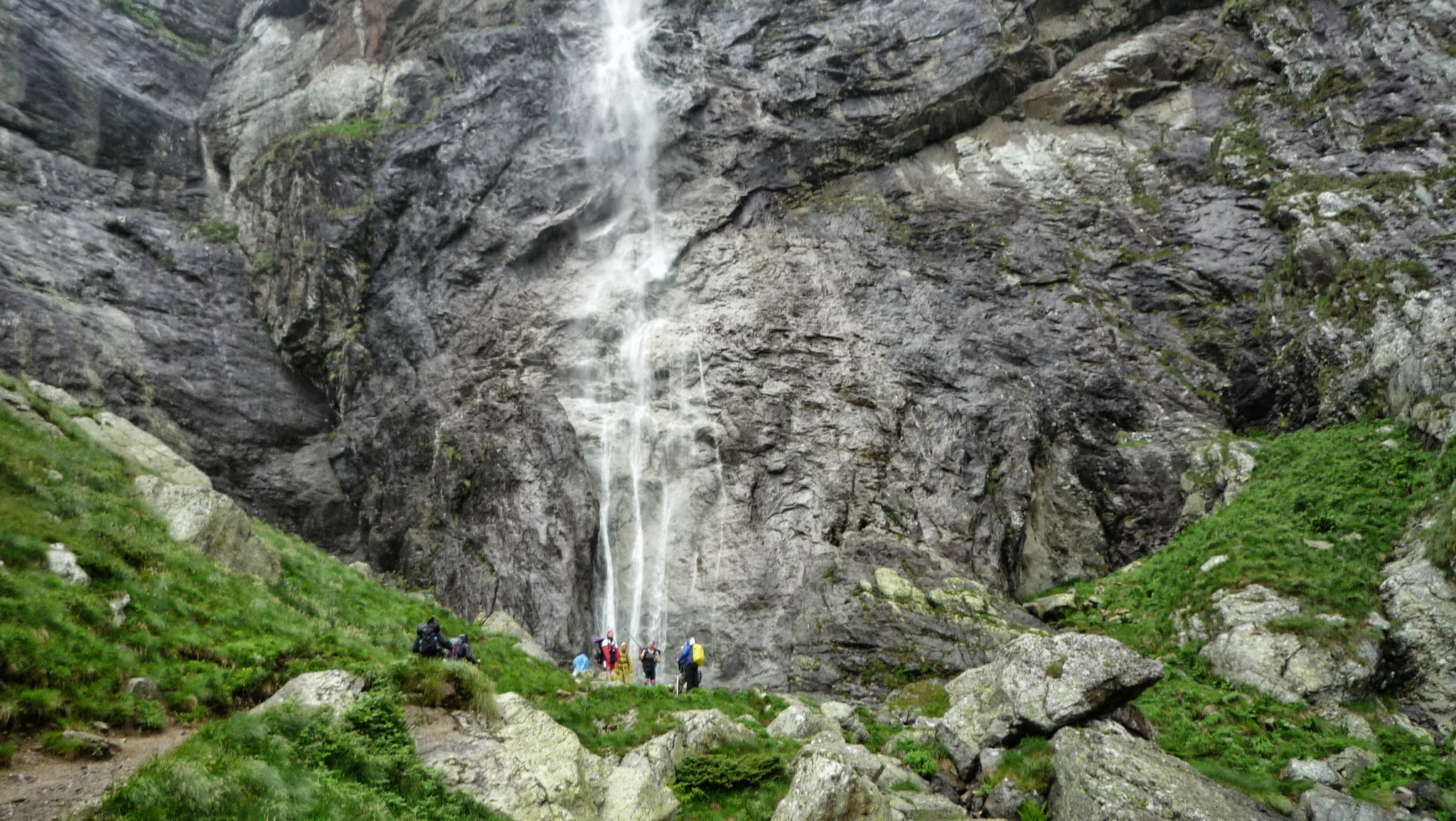